# FK Dynamo Moskau
Der FK Dynamo Moskau (russisch Футбольный клуб «Динамо» Москва, Futbolny Klub «Dinamo» Moskwa) ist ein aus dem Sportclub Dynamo Moskau hervorgegangener russischer Fußballverein, der in Moskau, der Hauptstadt des Landes, beheimatet ist.

## Geschichte

### Sowjetunion
Der heute eigenständige Verein war am 18. April 1923 als Fußballabteilung des Sportvereines Dynamo Moskau gegründet worden. 1936 war Dynamo Gründungsmitglied der sowjetischen Liga und blieb als eine von nur zwei Mannschaften, neben Dynamo Kiew, seit 1936 stets in der jeweils höchsten sowjetischen Spielklasse und ist nie aus dieser abgestiegen. Dynamo Moskau ist 11-facher sowjetischer Meister und wird damit nur durch Dynamo Kiew (13-facher Meister) und Spartak Moskau (12-facher Meister) übertroffen. Zur Zeit der Sowjetunion war der Verein dem Geheimdienst KGB zugeordnet.
Im Jahre 1945 war Dynamo Moskau die erste sowjetische Fußballmannschaft, die nach Westeuropa reisen durfte. Es wurden dabei vier Spiele in Großbritannien ausgetragen. Das bis dahin im Westen weitgehend unbekannte Team besiegte Cardiff City mit 10:1 und den FC Arsenal mit 4:3. Zwei Spiele endeten mit einem Unentschieden: 3:3 gegen den FC Chelsea und 2:2 gegen die Glasgow Rangers.
Am 27. Mai 1972 stand Dynamo im Finale des Europapokals der Pokalsieger gegen Glasgow Rangers im Camp Nou, das mit 2:3 verloren wurde.

### Russland
Dynamo Moskau war nach der Auflösung der Sowjetunion eines der Gründungsmitglieder der neugeschaffenen russischen Obersten Liga. In den ersten beiden Spielzeiten 1992 und 1993 belegte das Team jeweils den dritten Tabellenplatz. In der folgenden Saison wurde man Vizemeister, was die bisher beste Leistung der Mannschaft in der russischen Liga darstellt. Am 14. Juni 1995 wurde der erste Pokalsieg im nach 1991 entstandenen Russland durch ein 8:7 im Elfmeterschießen gegen Rotor Wolgograd gefeiert. In den Spielzeiten 1997 und 2008 wurde erneut jeweils der dritte Rang erobert. Ansonsten wurden die Plätze im gesicherten Tabellenmittelfeld belegt. In der Saison 2011/12 erreichte das Team aus Moskau den dritten Tabellenrang und verlor das Pokalfinale am 9. Mai 2012 gegen Rubin Kasan mit 0:1. Am 17. August 2012 übernahm der Rumäne Dan Petrescu den Trainerposten beim FK Dynamo Moskau. Durch die Teilnahme am Pokalfinale 2012 nahm Dynamo an der Qualifikation für die UEFA Europa League 2012/13 teil. In der dritten Qualifikationsrunde wurde der Vierte der schottischen Premier League Dundee United mit 2:2 und 5:0 besiegt. In der Play-off-Runde schied Dynamo gegen den deutschen Vertreter VfB Stuttgart nach 0:2 und 1:1 aus.
In der Saison 2012/13 verpasste Dynamo als Tabellensiebter knapp einen Platz in einem europäischen Wettbewerb. Im Pokal verloren sie im Viertelfinale durch ein Tor von Samuel Eto’o mit 0:1 nach Verlängerung gegen Anschi Machatschkala. 2013/14 qualifizierte sich Dynamo als Tabellenvierter wieder für die Qualifikation zur UEFA Europa League 2014/15. Im Pokal schied Dynamo aber in der fünften Runde gegen den zweitklassigen Verein FK Saljut Belgorod aus. Im Anschluss an eine 0:4-Niederlage beim Tabellenletzten Anschi Machatschkala im April 2014 wurde der Cheftrainer Dan Petrescu entlassen. Sein Nachfolger wurde Stanislaw Tschertschessow. Nach den Erfolgen in der dritten Qualifikationsrunde gegen den israelischen Ligadritten Hapoel Ironi Kirjat Schmona sowie in der Playoff-Runde gegen Omonia Nikosia, erreichte Dynamo Ende August 2014 die Gruppenphase der Europa League 2014/15. Sie konnten alle sechs Begegnungen in ihrer Gruppe für sich entscheiden, belegten den ersten Tabellenplatz und qualifizierten sich damit für die K.O.-Runde, in der sie im Sechzehntelfinale gegen den RSC Anderlecht siegten und dadurch „zum ersten Mal seit 19 Jahren wieder ein Achtelfinale eines UEFA-Wettbewerbs“ erreichten. Anschließend schieden sie im Achtelfinale gegen den SSC Neapel aus. Ursprünglich hätte Dynamo durch den vierten Tabellenplatz 2014/15 an der dritten Qualifikationsrunde zur UEFA Europa League 2015/16 teilnehmen dürfen, wurde jedoch von der UEFA wegen Verstößen gegen das Financial Fairplay ausgeschlossen und durch Rubin Kasan ersetzt. Im Pokal schied Dynamo bereits im Sechzehntelfinale gegen den zweitklassigen Verein Schinnik Jaroslawl aus.
Nach einem schwachen Start in der heimischen Liga musste am 13. Juli 2015 der bisherige Cheftrainer Stanislaw Tschertschessow den Verein verlassen. Letztendlich belegte Dynamo den vorletzten Tabellenplatz in der Premjer-Liga 2015/16 und musste somit erstmals in seiner Vereinsgeschichte in die Zweitklassigkeit absteigen. Bereits sieben Spieltage vor dem Ende der Saison 2016/17 sicherte sich der Verein den sofortigen Wiederaufstieg in die Premjer-Liga.
In der Premjer-Liga 2017/18 gelang Dynamo wieder eine entsprechende Etablierung und erzielte dabei einen von den Abstiegsrängen weit entfernten 8. Tabellenplatz. Die Abstiegssorgen wurden in der anschließenden Saison 2018/19 aber wieder größer. Mit fünf Remis aus den letzten fünf Spielen vermochte man aber, den 12. Platz zu erreichen und sich so um fünf Punkte von den Relegationsplätzen zu entfernen.
In der Saison 2019/20 gelang mit dem 6. Tabellenplatz die Rückkehr ins internationale Geschäft. Jedoch scheiterte man in der 2. Qualifikationsrunde zur UEFA Europa League 2020/21 überraschend mit 1:2 am georgischen Vertreter Lokomotive Tiflis. Nach einem 7. Platz in der Saison 2020/21 gelang eine Spielzeit danach der dritte Platz in der Liga. Weiters gelang in der gleichen Saison der Einzug ins Pokalfinale, das man im Stadtderby gegen Spartak Moskau mit 1:2 verlor. Es handelte sich um die fünfte Teilnahme im Endspiel des russischen Pokals und die erste nach zehn Jahren. Seit März 2022 sind alle russischen Vereine von allen Wettbewerben der UEFA ausgeschlossen, weshalb der normalerweise ausreichende dritte Platz in der Liga nicht zur Teilnahme am Europapokal berechtigte.
Nach einem neunten Platz in der Saison 2022/23 gelang eine Spielzeit später der Einzug ins Halbfinale des russischen Pokals. In der zweiten Phase unterlag man jedoch erneut Spartak Moskau, diesmal mit 0:2. Gleichzeitig gelang ein erneuter dritter Platz in der Liga.

## Stadion
Der FK Dynamo Moskau trug seine Heimspiele im 37.684 Zuschauer fassenden Dynamo-Stadion aus, das bereits im Jahre 1928 erbaut wurde. Das Heimstadion wurde 2008 abgerissen und durch einen Neubau ersetzt. Es wurde auf dem Gelände des ehemaligen Dynamo-Stadions eine Multifunktionsarena errichtet. Dabei wurde das komplette Stadion abgetragen, nur die denkmalgeschützte Fassade blieb erhalten. Nach Fertigstellung der Arena 2018 ist diese in VTB-Arena-Park umbenannt worden. Aufgrund der Baumaßnahme trug Dynamo seine Heimspiele in der Zwischenzeit in der Arena Chimki in Chimki im Nordwesten Moskaus aus. Am 10. März sollte in Dynamos neuer Spielstätte das erste Fußballspiel stattfinden, das Stadion wurde jedoch Ende Februar als nicht spielbereit eingestuft.

## Erfolge

### National
- Meister:
  - Sowjetunion: 1936, 1937, 1940, 1945, 1949, 1954, 1955, 1957, 1959, 1963, 1976
- Pokalsieger:
  - Sowjetunion: 1937, 1953, 1967, 1970, 1977, 1984
  - Sowjetischer Supercupsieger: 1977
  - Russland: 1995

### International
- Finalist Europapokal der Pokalsieger: 1971/72

## Zweite Mannschaft
Die zweite Mannschaft von Dynamo Moskau hat ebenfalls den Profistatus inne und spielt 2025 in der dritthöchsten Spielklasse 2. Liga Division A.

## Vereinsrekorde

### Dynamos Rekordtorschützen
Treffsicherster Angreifer in Diensten von Dynamo Moskau war Sergei Solowjow. Dieser erzielte in 209 Spielen für die Hauptstädter insgesamt 135 Tore. Damit ist er auch der einzige Stürmer, der für Dynamo mehr als 100 Tore schießen konnte.
| Platz | Name               | Tore | Zeitraum  |
| ----- | ------------------ | ---- | --------- |
| 1.    | Sergei Solowjow    | 135  | 1940–1952 |
| 2.    | Konstantin Beskow  | 93   | 1941–1954 |
| 3.    | Wassili Karzew     | 72   | 1945–1951 |
| 4.    | Waleri Gassajew    | 70   | 1979–1985 |
| 5.    | Igor Tschislenko   | 68   | 1957–1970 |
| 6.    | Wassili Trofimow   | 67   | 1939–1953 |
| 7.    | Wladimir Iljin     | 63   | 1946–1957 |
| 8.    | Wladimir Sawdunin  | 62   | 1945–1966 |
| 9.    | Wladimir Koslow    | 58   | 1967–1976 |
| 10.   | Alexander Borodjuk | 57   | 1982–1989 |

Bemerkung: Gezählt wurden nur Ligatreffer. Tore in nationalen und internationalen Pokalwettbewerben wurden nicht mit einbezogen.

### Dynamos Rekordspieler
1987 stellte Alexander Nowikow mit 327 Partien für Dynamo den Rekord für die meisten Ligaspiele im Dress der Moskauer auf. Damit löste er Torhüter-Legende Lew Jaschin ab, der zwischen 1950 und 1970 insgesamt 326 Spiele für Dynamo bestritt.
| Platz | Name                   | Einsätze | Zeitraum  |
| ----- | ---------------------- | -------- | --------- |
| 1.    | Alexander Nowikow      | 395      | 1973–1987 |
| 2.    | Lew Jaschin            | 326      | 1950–1970 |
| 3.    | Wiktor Anitschkin      | 322      | 1960–1972 |
| 4.    | Waleri Maslow          | 319      | 1961–1971 |
| 5.    | Wiktor Zarjow          | 298      | 1955–1966 |
| 6.    | Alexander Machowikow   | 287      | 1971–1983 |
| 7.    | Gennadi Jewrjuschichin | 283      | 1966–1976 |
| 8.    | Sergei Nikulin         | 280      | 1969–1984 |
| 9.    | Wladimir Sawdunin      | 249      | 1945–1966 |
| 10.   | Alexei Petruschin      | 244      | 1970–1981 |

Bemerkung: Gezählt wurden nur Ligaspiele. Spiele in nationalen und internationalen Pokalwettbewerben wurden nicht mit einbezogen.

## Bekannte ehemalige Spieler
| Russland - Wladimir Bestschastnych - Alexander Borodjuk - Dmitri Bulykin - Wagis Chidijatullin - Dmitri Chochlow - Igor Denissow - Witali Djakow - Wladimir Gabulow - Alan Gatagow - Spartak Gognijew - Konstantin Golowskoi - Wladimir Granat - Rolan Gussew - Alexei Ionow - Andrei Iwanow - Artur Jussupow - Alexander Kerschakow - Sergei Kirjakow - Alexander Kokorin - Igor Kolywanow - Dmitri Kombarow - Kirill Kombarow - Alexei Koslow - Juri Kowtun - Alexei Medwedew - Sergei Owtschinnikow - Alexander Panow - Kirill Pantschenko - Nikolai Pissarew - Pawel Pogrebnjak - Alexander Prudnikow - Wladislaw Radimow - Alexei Rebko - Juri Schirkow - Igor Simutenkow - Alexei Smertin - Fjodor Smolow - Roman Sobnin - Omari Tetradse - Juri Tischkow - Andrei Tschernyschow - Achrik Zweiba - Sergei Dmitrijew - Igor Dobrowolski - Waleri Gassajew - Juri Gawrilow - Gennadi Gussarow - Andrei Jakubik - Lew Jaschin - Gennadi Jewrjuschichin - Juri Kurnenin - Boris Kusnezow - / Wiktor Lossew - Jewgeni Lowtschew - Alexei Mamykin - Waleri Maslow - Eduard Mudrik - Wladimir Ryschkin - Walter Sanaja - Juri Sjomin - József Szabó - Arkadi Tschernyschow - Igor Tschislenko - Wiktor Zarjow | GUS und ehemalige Sowjetunion - Roman Beresowski - Ramil Şeydayev - Otar Chisaneischwili - Irakli Logua - Kachaber Zchadadse - Ruslan Baltijew - Andrei Karpowitsch - Roman Usdenow - Deividas Česnauskis - Edgaras Česnauskis - Tomas Danilevičius - Žydrūnas Karčemarskas - Arūnas Klimavičius - Robertas Poškus - Deividas Šemberas - Alexandru Epureanu - Alexandru Popovici - Wjatscheslaw Swiderskyj - Andrij Woronin - Wassil Chamutouski - Stanislau Drahun - Aljaksandr Kultschy - Maksim Ramaschtschanka - Ihar Schytau | Europa - Zvjezdan Misimović - Toni Šunjić - Zwetan Genkow - Stanislaw Manolew - Kevin Kurányi - Maximilian Philipp - Boris Rotenberg - Mathieu Valbuena - William Vainqueur - Georgios Seitaridis - Tomislav Dujmović - Gordon Schildenfeld - Fatos Bećiraj - Otman Bakkal - Alexander Büttner - Douglas - Jakob Jantscher - Marcin Kowalczyk - Costinha - Custódio - Danny - Derlei - Nuno Frechaut - Maniche - Almami Moreira - Nuno - Jorge Ribeiro - George Florescu - Adrian Ropotan - Oscar Hiljemark - Sebastian Holmén - Ognjen Koroman - Marko Lomić - Ivan Vukomanović - Tomáš Hubočan - Martin Jakubko - Erich Brabec - Martin Hašek - Martin Hyský - Stanislav Vlček - Martin Zbončák - Balázs Dzsudzsák | Amerika - Leandro Fernández - Gustavo - Joãozinho - Thiago Silva - Wanderson - Christian Noboa Afrika - Baffour Gyan - Cícero - Samba Sow - Joseph Enakarhire - Patrick Ovie - Christopher Samba - Khaly Thiam - Pape Thiaw Asien/Ozeanien - Luke Wilkshire |

## Trainer
(unvollständig)
| Name                      | Zeitraum  | Bemerkung |
| ------------------------- | --------- | --- |
| Konstantin Kwaschin       | 1936      | • 1936: 1. Sowjetischer Meistertitel |
| Wiktor Dubinin            | 1937      | • 1937: 2. Sowjetischer Meistertitel • 1937: 1. Sowjetischer Pokalgewinn |
| Michail Towarowski        | 1938      | |
| Wiktor Dubinin            | 1939      | |
| Wiktor Teterin            | 1939      | |
| Lew Kortschebokow         | 1939      | |
| Boris Arkadjew            | 1940–1944 | • 1940: 3. Sowjetischer Meistertitel |
| Lew Kortschebokow         | 1944      | |
| Michail Jakuschin         | 1944–1950 | • 1945: 4. Sowjetischer Meistertitel • 1949: 5. Sowjetischer Meistertitel |
| Wiktor Dubinin            | 1950–1951 | |
| Michail Semitschastny     | 1952–1953 | |
| Michail Jakuschin         | 1953–1960 | • 1954: 6. Sowjetischer Meistertitel • 1955: 7. Sowjetischer Meistertitel • 1957: 8. Sowjetischer Meistertitel • 1959: 9. Sowjetischer Meistertitel • 1953: 2. Sowjetischer Pokalgewinn                |
| Wsewolod Blinkow          | 1961      | |
| Alexander Ponomarjow      | 1962–1965 | • 1963: 10. Sowjetischer Meistertitel |
| Wjatscheslaw Solowjow     | 1965–1966 | |
| Konstantin Beskow         | 1967–1972 | • 1967: 3. Sowjetischer Pokalgewinn • 1970: 4. Sowjetischer Pokalgewinn • 1972: Finalist beim Europapokal der Pokalsieger                                                                              |
| Gawriil Katschalin        | 1973–1974 | |
| Alexander Sewidow         | 1975–1979 | • 1976: 11. und letzter Sowjetischer Meistertitel • 1977: 5. Sowjetischer Pokalgewinn • 1977: 1. und letzter Sowjetischer Super-Cup-Gewinn • 1976: Ciutat de Barcelona (Einziger internationale Pokal) |
| Wiktor Zarjow             | 1979      | |
| Jewgeni Gorjanski         | 1980      | |
| Wjatscheslaw Solowjow     | 1980–1983 | |
| Wadim Iwanow              | 1983      | |
| Alexander Sewidow         | 1983–1985 | • 1984: 6. und letzter Sowjetischer Pokalgewinn |
| Eduard Malofejew          | 1985–1987 | |
| Anatoli Byschowez         | 1987–1990 | |
| Semjon Altman             | 1990–1991 | |
| Waleri Gassajew           | 1991–1993 | |
| Adamas Golodez            | 1993      | |
| Konstantin Beskow         | 1994–1995 | • 1995: 1. Russischer Pokalgewinn |
| Adamas Golodez            | 1995–1998 | |
| Georgi Jarzew             | 1998–1999 | |
| Alexei Petruschin         | 1999      | |
| Waleri Gassajew           | 2000–2001 | |
| Alexander Nowikow         | 2001–2002 | |
| Wiktor Prokopenko         | 2002–2003 | |
| Jaroslav Hřebík           | 2003–2004 | |
| Wiktor Bondarenko         | 2004      | |
| Oleg Romanzew             | 2004–2005 | |
| Ivo Wortmann              | 2005      | |
| Andrei Kobelew            | 2005      | |
| Juri Sjomin               | 2006      | |
| Andrei Kobelew            | 2006–2010 | |
| Miodrag Božović           | 2010–2011 | |
| Sergei Silkin             | 2011–2012 | |
| Dmitri Chochlow           | 2012      | |
| Dan Petrescu              | 2012–2014 | |
| Stanislaw Tschertschessow | 2014–2015 | |
| Andrei Kobelew            | 2015–2016 | |
| Jurij Kalytwynzew         | 2016–2017 | |
| Dmitri Chochlow           | 2017–2019 | |
| Sandro Schwarz            | 2020–2022 | |
| Slaviša Jokanović         | seit 2022 | |

### Aktueller Trainerstab
| Name              | Funktion        |
| ----------------- | --------------- |
| Slaviša Jokanović | Cheftrainer     |
| Saša Filipovvić   | Co-Trainer      |
| Rafa Cristóbal    | Co-Trainer      |
| Dimitrij Isotow   | Torwart-Trainer |